# Rodigast
Rodigast ist ein Ortsteil der Stadt Bürgel im Saale-Holzland-Kreis in Thüringen. Der Ort liegt rund zehn Kilometer östlich von Jena und rund drei Kilometer westlich von Bürgel auf etwa 250 m NHN. Die Gehöfte des Platzdorfes gruppieren sich um zwei Dorfteiche in der Mitte.

## Geographie
Nachbarorte von Rodigast sind Taupadel im Nordwesten, Nausnitz im Nordosten, Lucka im Südosten und Kleinlöbichau im Südwesten.
Auf dem Gebiet der Gemeinde liegt etwa einen Kilometer westlich von Rodigast der Dorlberg (373 m NHN). Er gilt als östlichster Zeugenberg des Höhenzugs Hufeisen und ist mit dem Jenzig verbunden.
In der Nähe der Ortsmitte entspringt der Löbnitzbach, ein Nebenfluss der Gleise.

## Geschichte
Rodigast wurde 1355 erstmals urkundlich erwähnt. In der historischen topographischen Literatur von Jena u. a. wird über die Wüstung Ober-Rodigast berichtet. Die in Thüringen seltene Ortsnamensendung -gast weist es als elbslawische Gründung aus. Vor der Eingemeindung nach Bürgel bildete es seit 1958 eine Gemeinde mit dem Nachbarort Lucka. Da der Ort keine eigene Kirche hat, werden die praktizierenden Christen von der Kirchgemeinde in Taupadel betreut.

## Verkehr
Durch Rodigast führen die Bundesstraße 7 von Jena nach Eisenberg in West-Ost-Richtung sowie die Kreisstraße nach Taupadel, Löberschütz im Norden und die Landesstraße nach Lucka, Schöngleina im Süden.